# Kurt Wichmann (Sänger)
Kurt Wichmann (* 31. März 1890 in Magdeburg; † 9. Oktober 1976) war ein deutscher Oratoriensänger (Bass), Gesangspädagoge und Musikpublizist.

## Leben
Kurt Wichmann wurde zunächst Kaufmann, da ihm sein Vater kein Studium finanzieren konnte. Er studierte Musikwissenschaften bei Max Schneider an der Martin-Luther-Universität Halle-Wittenberg. Ab den 1920er Jahren wirkte er als Lied- und Oratoriensänger. So trat er mit dem Dresdner Kreuzchor unter Rudolf Mauersberger in Bachs Matthäus-Passion in der Kreuzkirche und in Brahms’ Ein deutsches Requiem in der Auferstehungskirche auf. 1929 war er an einer Voraufführung zum 7. Deutschen Brahms-Fest in Jena unter Wilhelm Furtwängler beteiligt. Gemeinsam mit dem Pianisten Werner Tell unternahm er 1942 Konzertreisen in die Ukraine.
Nach dem Zweiten Weltkrieg war er als Gesangspädagoge tätig. Anfang 1948 wurde er Dozent für Gesang und Stimmbildung sowie im Sommersemester 1948 Professor und Dekan der Fakultät für Musik der Staatlichen Hochschule für Theater und Musik. Danach lehrte er an der Hochschule für Musik Franz Liszt Weimar. Zu seinen Schülern gehörten u. a. Günter Benndorf, Ursula Brömme, Kurt Hübenthal und Johannes Künzel.
Im Jahr 1961 wurde er beim Musikpädagogen Fritz Reuter an der Pädagogischen Fakultät der Humboldt-Universität zu Berlin mit der Dissertation Vom Vortrag des Recitativs und seiner Erscheinungsformen. Ein Beitrag zur Gesangspädagogik zum Dr. paed. promoviert. Wichmann arbeitete als Lektor für Gesang am Institut für Musikerziehung an der Humboldt-Universität zu Berlin. 1966 war er Herausgeber der Gesangsschule Anleitung zur Singkunst von Pier Francesco Tosi, die im 18. Jahrhundert durch Johann Friedrich Agricola ins Deutsche übersetzt wurde. Darüber hinaus publizierte Wichmann zur Gesangsmethodik und Alten Musik.
Sein zweiter Sohn ist der Komponist Thomas Buchholz, geboren 1961.

## Auszeichnungen
Er war Mitarbeiter im Zentralvorstand der Gewerkschaft Wissenschaft und wurde 1986 mit dem Vaterländischen Verdienstorden in Bronze ausgezeichnet.

## Schriften (Auswahl)
- Jeder kann singen! Eine Gesangslehre für alle. Bezirkskabinett für Kulturarbeit, Halle 1964.
- Vom Vortrag des Recitativs und seiner Erscheinungsformen. Ein Beitrag zur Gesangspädagogik.  Breitkopf & Härtel, Leipzig 1965. (zugleich Dissertation, Humboldt-Universität zu Berlin, 1961)
- Der Ziergesang und die Ausführung der Appoggiatura. Ein Beitrag zur Gesangspädagogik. Deutsche Verlag für Musik, Leipzig 1966.
- Johann Friedrich Agricola, Pier Francesco Tosi: Anleitung zur Singkunst. Faksimile-Neudruck der Ausgabe Berlin 1757, mit Einführung und Kommentar von Kurt Wichmann, Deutscher Verlag für Musik VEB, Leipzig 1966 (revertierter Nachdruck mit Nachwort und Kommentar: Breitkopf und Härtel, Wiesbaden u. a. 1994, ISBN 3-7651-0295-4)